# Казнь слонами
Казнь слонами (перс. زير پي ِپيل افكندن‎) — метод умерщвления приговорённых к смертной казни, распространённый на протяжении тысяч лет в странах Южной и Юго-Восточной Азии и особенно в Индии. Азиатские слоны использовались для раздавливания, расчленения или при пытках пленных на публичных казнях. Дрессированные животные были разносторонне обученными, способными убить жертву сразу или пытать её медленно в течение длительного времени. Слоны использовались, чтобы показать абсолютную власть правителя и его способность управлять дикими животными.
Вид казни слонами военнопленных вызывал обычно ужас, но вместе с тем и интерес европейских путешественников и был описан во многих тогдашних журналах и рассказах о жизни Азии. Эта практика была в конечном счёте прекращена европейскими империями, которые колонизировали регион, где была распространена казнь, в XVIII—XIX веках. Хотя казнь слонами была в первую очередь характерна для стран Азии, эта практика иногда применялась западными державами древности, в частности — Римом и Карфагеном, в основном для расправы над мятежными солдатами.

## Культурологические аспекты
Интеллект, приручаемость и многосторонность слонов давала им значительные преимущества по сравнению с другими дикими животными, такими как медведи или львы, которые позволяли римлянам использовать слонов в качестве палачей. 
Слоны более сговорчивы, чем лошади: хотя лошадь можно обучить сражаться в бою, она не будет охотно топтать вражеского солдата и вместо этого перешагнёт через него. Слон же будет топтать своих врагов; это и привело к популярности этих животных у многих военачальников древности, таких как Ганнибал. Слоны могут быть обучены для казни заключённых в различных формах, и их можно научить, как продлить агонию жертвы, причинить медленную смерть от пыток или быстро убить осуждённого, поставив ему ногу на голову.
Исторически сложилось, что слоны находятся под властью погонщика — махаута, тем самым позволяя правителю предоставить последнюю минуту передышки осуждённому — для демонстрации своих милосердных качеств. Несколько таких «жестов милости» описываются в хрониках различных азиатских государств. Цари Сиама обучали своих слонов бросить осуждённого «о землю, но не очень сильно, чтобы он не слишком пострадал». Могольский император Акбар Первый Великий, как говорят, «использовал эту технику, чтобы карать „мятежников“, а затем отпускал уже измученных заключенных». Однажды Акбар, согласно некоторым источникам, бросил человека слонам для таких пыток на пять дней, после чего помиловал его. Слоны иногда также использовались для суда-ордалии, где заключённого освобождали, если он мог победить слона.
Такое использование слонов выходило за рамки обычной королевской власти даровать жизнь и смерть. Слоны давно использовались как символ королевской власти (а в некоторых местах — используются до сих пор, например, в Таиланде, где к белым слонам относятся с благоговением). Их использование в качестве инструментов государственной власти показывало, что правитель был в состоянии воздействовать на очень мощных существ, которые были в его полном подчинении. Правитель, таким образом, рассматривался населением как обладающий моральным и духовным господством над дикими зверями, вдобавок к своему авторитету и мистическому образу.

## Географический охват
Раздавливание слонами применялось во многих регионах мира — как в западных, так и в восточных государствах. Первые записи о таких казнях восходят к периоду классической античности. Впрочем, эта практика уже достаточно себя зарекомендовала к тому времени и продолжалась вплоть до XIX века.
Хотя африканские слоны значительно больше, чем азиатские, африканские властители не использовали слонов так широко для военных и церемониальных целей, так как африканские слоны гораздо сложнее приручаются, чем азиатские. Некоторые древние державы в Африке использовали слонов, но это были представители ныне вымершего подвида Loxodonta (africana) pharaoensis . Использование прирученных слонов, таким образом, было в значительной степени ограничено ареалом обитания (или обитания в прошлом) азиатских слонов.

### Азиатские державы

#### Западная Азия
В Средние века казнь слонами использовалась некоторыми империями Западной Азии, в том числе Византийской империей, Сасанидским Ираном, империями турок-сельджукидов и тимуридов. Когда сасанидский царь Хосров II, у которого был гарем из 3000 жён и 12000 рабынь, потребовал себе в жёны Хадижу, дочь араба-христианина Намаана, тот отказался отдать свою дочь в гарем царя-зороастрийца и за этот отказ был растоптан слоном.
Такой вид казни, по-видимому, также практиковался на некоторых территориях мусульманского Востока. Раввин Петахия из Регенсбурга, еврейский путешественник XII века, написал об исполненной таким образом казни в северной Месопотамии (территория современного Ирака, тогда завоёванная сельджукидами):
В Ниневии был слон. Его голова не выступала. Он был большим, съедал моментально два стога соломы. Его голова находилась около груди, и когда он хотел есть, он закатывал губу на два человеческих локтя, брал солому и клал её в рот.  Когда султан осуждает преступника, он говорит слону: "Этот человек виновен". Затем слон берёт человека, подбрасывает, а потом убивает. Оригинальный текст (англ.)At Nineveh there was an elephant. Its head is not protruding. It is big, eats about two wagon loads of straw at once; its mouth is in its breast, and when it wants to eat it protrudes its lip about two cubits, takes up the straw with it, and puts it in its mouth. When the sultan condemns anyone to death, they say to the elephant, "this person is guilty." It then seizes him with its lip, casts him aloft and slays him.

#### Южная Азия

##### Шри-Ланка
Слоны широко использовались в качестве способа казни на Индийском субконтиненте и Юго-Восточной Азии. Английский моряк Роберт Нокс в 1681 году описал способ казни слоном, который он видел, находясь в плену на Шри-Ланке. Нокс пишет, что видел, что на бивни слонов надевали железные доспехи с тремя острыми рёбрами, которыми они пронзали тело жертвы, разрывая затем его на куски.
Путешественник XIX века Джейм Эмерсон Теннет писал, что чиновник Канди, государства на Шри-Ланке, рассказывал ему, что слон не применяет бивни для казни, а ставит ногу на тело жертвы, обхватывает хоботом её конечности и отрывает их. Именно этот метод казни отобразил Роберт Нокс в своём знаменитом рисунке.
В своей статье в 1850 году британский дипломат сэр Генри Чарльз Сирр описал визит к одному из слонов, которые использовались при Шри Викраме Раджасине, последнем короле Канди, для казни преступников. Растаптывание слонами было запрещено после того, как британцы завоевали царство Канди в 1815 году, но слон-палач короля был ещё жив и, видимо, очень хорошо помнил свои бывшие обязанности. Сирр пишет:
Во времена местной династии бытовал обычай дрессировать слонов, чтобы те растаптывали приговоренных к смерти преступников. Животные были обучены продлевать агонию несчастных, ломая им конечности и не трогая жизненно важных органов. При последнем тиране Канди это был излюбленный способ казни, и, коль скоро один из слонов-палачей оказался в бывшей столице во время нашего визита туда, нам не терпелось убедиться в его сообразительности и способности к запоминанию. Животное, пятнистое и огромное, спокойно стояло со своим хозяином на спине; наш знатный сопровождающий пожелал, чтобы наездник спешился и встал подле слона.
Хозяин приказал слону: "Убить негодяя!" Слон поднял хобот и будто бы обернул вокруг тела приговоренного; затем животное задвигалось так, словно помещало человека на землю перед собой, после медленно подняло заднюю ногу и несколько раз опустило её на те места, где располагались бы конечности несчастного. Слон продолжал так делать несколько минут; затем, словно убедившись, что кости раздроблены, он поднял хобот высоко над головой и замер; хозяин приказал: "Прикончить", и слон немедленно поставил одну ногу туда, где находился бы живот приговоренного, а другую - туда, где находилась бы голова, и, судя по всему, применил всю свою силу, чтобы раздавить несчастного и прекратить его страдания.  Оригинальный текст (англ.)During the native dynasty it was the practice to train elephants to put criminals to death by trampling upon them, the creatures being taught to prolong the agony of the wretched sufferers by crushing the limbs, avoiding the vital parts. With the last tyrant king of Candy, this was a favourite mode of execution and as one of the elephant executioners was at the former capital during our sojourn there we were particularly anxious to test the creature's sagacity and memory. The animal was mottled and of enormous size, and was quietly standing there with his keeper seated upon his neck; the noble who accompanied us desired the man to dismount and stand on one side.

The chief then gave the word of command, ordering the creature to 'slay the wretch!' The elephant raised his trunk, and twined it, as if around a human being; the creature then made motions as if he were depositing the man on the earth before him, then slowly raised his back-foot, placing it alternately upon the spots where the limbs of the sufferer would have been. This he continued to do for some minutes; then, as if satisfied that the bones must be crushed, the elephant raised his trunk high upon his head and stood motionless; the chief then ordered him to 'complete his work,' and the creature immediately placed one foot, as if upon the man's abdomen, and the other upon his head, apparently using his entire strength to crush and terminate the wretch's misery

##### Индия
Слоны использовались в качестве палачей в Индии на протяжении многих веков. Индуистские и мусульманские правители казнили таким образом уклонявшихся от уплаты налогов, повстанцев и солдат противника — «под ногами слонов». Ману-смрити, или Законы Ману, записанные около 200 года н. э., предписывают казнь слонами за ряд преступлений. Например, если имущество было похищено, «король должен любых воров, пойманных в связи с исчезновением имущества, казнить слонами». Например, в 1305 году султан Дели превратил казнь монгольских военнопленных в общественное развлечение, приказав топтать их слонами.
В эпоху Империи Моголов «самым распространённым способом казни было раздавливание преступника слоном». Капитан Александр Гамильтон в 1727 году описал, как правитель Моголов Шах-Джахан приказал доставить мятежного военачальника «в слоновий сад, чтобы там быть растоптанным слоном, что считалось позорной и страшной смертью». Могольский император Хумаюн приказал растоптать слонами имама, который, как он ошибочно полагал, критиковал его правление. Некоторые монархи также использовали эту форму казни в качестве собственного развлечения. Другой правитель Моголов, Джахангир, как говорят, приказал раздавить огромное количество преступников для собственного удовольствия. Французский путешественник Франсуа Бернье, который был свидетелем этих казней, в своих записках отмечал, что очень встревожен тем удовлетворением, которое император получает от этого жестокого наказания. Раздавливание не было единственным методом казни слонами, применявшимся в Империи Великих Моголов — в Делийском султанате слоны были обучены резать заключённых на куски «заострёнными лопастями, установленными на их бивнях».
Другие индийские режимы также приводили приговоры в исполнение с помощью казни слонами. Маратхский чатрапати Самбхаджи приказал предать этому виду казни нескольких заговорщиков, в том числе маратхского чиновника Аная Датто, в конце XVII века. Ещё один правитель маратхов, генерал Сантай, назначал это наказание за нарушение воинской дисциплины. Современный ему историк Хафи Хан писал, что «за ничтожную провинность он (Сантай) бросает человека под ноги слону».
Учёный и писатель начала XIX века Роберт Керр рассказывал, что царь Гоа имел нескольких слонов для казни преступников, причём эти слоны могли в зависимости от его приказа как убить человека мгновенно, так и долго пытать его перед смертью. Естествоиспытатель Жорж-Луи Леклерк приводил эту «гибкость целей» как доказательство того, что слоны обладали «человеческим мышлением, а не простым природным инстинктом».
Такие казни часто были публичными — как предупреждение всем, кто может преступить закон. С этой целью многие слоны были особенно большими, часто весом более девяти тонн. Казни должны были быть ужасными, и, судя по всему, они такими часто и были. Часто им предшествовали публичные же пытки, осуществлявшиеся тем же слоном-палачом. Рассказ об одной из таких казней с пытками в 1814 году в Вадодаре был сохранён в «Анекдотах Перси».
Использование слонов в качестве палачей продолжалось до второй половины XIX века. Во время экспедиции в Центральную Индию в 1868 году Луи Русселе описал казнь преступника слоном. Им был сделан эскиз рисунка казни, на котором погонщик приказывает слону поместить свою ногу на голову осуждённому и затем держит его, пока слон раздавливает голову осуждённого ногой. Из эскиза затем была сделана гравюра, напечатанная впоследствии в «Лё Тур дю Монд», популярном французском журнале о путешествиях и приключениях, а также в зарубежных журналах, таких как Harper's Weekly.
Растущая мощь Британской империи привела к упадку и в конечном счёте прекращению применения казни слонами в Индии, хотя в той или иной степени казнь сохранялась на протяжении всего периода английского господства. В своей статье в 1914 году Элеонора Мэддок отмечала, что в Кашмире с момента прихода европейцев «многие из старых обычаев отмирают — и одним из них является ужасный обычай казни преступников слоном, специально обученным для этой цели, которая была известна под местным названием „ганга-рао“».
Тем не менее, последняя зафиксированная казнь человека слоном произошла в индийском городе Биканер в апреле 1947 года. Её производил гигантский слон Гавай, весивший более восьми тонн, который при британском правлении раздавил более 150 преступников своими огромными ногами.

#### Юго-Восточная Азия
Слоны, как сообщается, широко использовались для проведения казни в Юго-Восточной Азии, использовались в Малайзии и Бирме с самых ранних исторических времён, а также в царстве Чампа по другую сторону Индокитайского полуострова. В Сиаме слонов учили бросать осуждённых в воздух, прежде чем топтать их до смерти. Журналист Джон Кроуфорд оставил записи о другом способе казни слонами в царстве Кохинхина (современный Южный Вьетнам), в котором он служил британским посланником в 1821 году. Кроуфорд вспоминал случай, когда «уголовник был привязан к столбу, и слон опускался на него и давил до смерти».

### Западные империи
Римляне, карфагеняне и македоняне иногда использовали слонов для казни, а также использовали боевых слонов в военных целях (в этом отношении наиболее известен Ганнибал). Дезертиры, военнопленные и военные преступники, по сообщениям историков, находили свою смерть под ногами слонов. Пердикка, который стал регентом Македонского царства после смерти Александра Македонского в 323 году до н. э., приказал бросить мятежников из фракции Мелеагра слонам в Вавилоне, чтобы те растоптали их. Римский писатель Квинт Курций Руф пересказывал эту историю в своей Historiae Alexandri Magni: «Пердикка увидел, что они [мятежники] парализованы и в его власти; он отобрал от основной массы около 300 человек, которые были за Мелеагром, когда он бежал с первого совещания, состоявшегося после смерти Александра, и на глазах у всей армии он бросил их слонам. Все они были растоптаны до смерти под ногами зверей».
Кроме того, римский писатель Валерий Максим свидетельствует о том, как военачальник Луций Эмилий Павел Македонский «после того, как царь Персей был побеждён [в 167 году до н. э.], по тому же обвинению [дезертирство] бросил людей под ноги слонам, чтобы те были растоптаны».
Ещё меньше записей о том, что слоны использовались в качестве палачей для гражданского населения. Один из примеров упоминается Иосифом Флавием в неканонической ветхозаветной Третьей книге Маккавейской, хотя эта история, вероятно, является апокрифической. Эта книга описывает попытки Птолемея IV Филопатора, правителя Египта (правил в 221—204 годах до н. э.), подчинить и заставить сменить веру евреев с помощью символа Диониса. Когда большинство евреев отказались, царь, как говорят, приказал окружить и растоптать их слонами. Массовая казнь в итоге была сорвана — якобы из-за вмешательства ангелов, после чего Птолемей в целом стал более снисходительно относиться к своим еврейским подданным.

## Современные смерти от слонов
Ни одна страна в настоящее время не использует казнь слонами в качестве наказания, однако случайные смерти от слонов по-прежнему происходят. Они подразделяются на три основных типа:
- Дикие слоны: смерть от слонов всё ещё широко распространена в некоторых частях Африки и Южной Азии, где люди и слоны сосуществуют; в одной Шри-Ланке 50-100 человек погибают ежегодно в результате столкновений людей с дикими слонами.
- Прирученные слоны: во время работы в полиции британского колониального режима в Бирме в 1926 году Джордж Оруэлл имел дело с инцидентом, когда домашний слон взбесился и убил мужчину, наступив на него. Оруэлл описал этот инцидент в своём эссе «Убийство слона».
- Слоны в неволе: быть раздавленным слоном в неволе является фактором профессионального риска для работников зоопарков и цирков, которые связаны со слонами. С 1990 года это привело некоторых работников к замене «свободного контакта» между слоном и служителем на «безопасный контакт», где служитель остаётся вне досягаемости слона.

## Отражение в культуре
В индийском фильме 2011 года «Васко да Гама» главные герои приговорены к казни слонами, но они избегают её с помощью членов королевской семьи.
В другом индийском фильме 1996 года «Кама Сутра: История любви» одного из главных героев (Джая Кумара) приговаривают к смертной казни через растаптывание слоном.